# Haranggém
A haranggém (Egretta ardesiaca) a madarak (Aves) osztályának a gödényalakúak (Pelecaniformes) rendjébe, ezen belül a gémfélék (Ardeidae) családjába és a gémformák (Ardeinae) alcsaládjába tartozó faj.

## Előfordulása
Afrika területén honos. Édes vizű tavak, folyók és mocsarak lakója.

## Megjelenése
Testhossza 48-50  centiméter.

## Életmódja
Tápláléka halakból, rákokból és rovarokból áll. Szárnyait a feje fölé rakja és annak árnyékában vadászik a sekély vízben.
|  |  |